# Station Fåberg
Station Fåberg is een station in Fåberg in de gemeente Lillehammer in fylke Innlandet in Noorwegen. Het station dateert uit 1894 en was een ontwerp van Harald Kaas. In 1965 werd het station gesloten voor personenvervoer, maar vanwege het aanzienlijke goederenvervoer bleef het station nog bemand. In 1975 werd het station gesloten.